# 16444 Godefroy
A 16444 Godefroy (ideiglenes jelöléssel 1989 GW1) a Naprendszer kisbolygóövében található aszteroida. Eric Walter Elst fedezte fel 1989. április 3-án.